# Mięsień jarzmowy mniejszy
Mięsień jarzmowy mniejszy (łac. musculus zygomaticus minor) – w anatomii człowieka jeden z mięśni wyrazowych, należący do grupy mięśni otoczenia szpary ust. Położony jest między mięśniem jarzmowym większym a mięśniem dźwigaczem wargi górnej, zachodzą też na niego boczne i dolne włókna mięśnia okrężnego oka. Przyczep początkowy ma na policzkowej powierzchni kości jarzmowej, następnie biegnie skośnie w dół i przyśrodkowo, przyczep końcowy mając w skórze bruzdy nosowo-wargowej. Jego czynność polega na pogłębianiu tej bruzdy i pociąganiu wargi górnej w bok i ku górze. Unerwiony jest przez gałęzie policzkowe nerwu twarzowego.